# Іван Драбатий
Іван Драбатий (нар. 24 лютого 1895, с. Кукавка, нині Могилів-Поділ. району Вінницької обл. – пом. 19 липня 1970, США) – український вчений-агроном і громадський діяч.

## Життєпис
Працював асистентом, а в 1927—1933 — науковим співробітником Інституту бджільництва в Берліні.
Від 1932 — в Українському технічно-господарському інституті, від 1945 — професор пасічництва та організації сільського господарства, в 1945—1946 — продекан, 1946—1948 — декан агрономічно-лісівного факультекту, в 1948—1951 — проректор та керівник сектору заочного навчання, водночас в 1940—1944 — повітовий агроном на Холмщині.
В 1940-х — головний редактор журналів «Господарсько-кооперативний часопис», «Сільський господар», «Український пасічник» (у 1941—1942).
Згодом переїхав до США.
Похований на Цвинтарі святого Андрія в Баунд Брук, сектор 5C.

## Громадська діяльність
Після несподіваної смерті 8 жовтня 1952 року професора Михайла Олексіїва — голови Головної Управи Українського національно-державного союзу в США, на його місце головою був обраний Іван Драбатий. На цій посаді він залишався до 1956 року.

## Публікації
Є автором розділів у «Підручнику пасічництва» (Подєбради, 1932).